# Lijst van Vekoma-achtbanen
Dit is een lijst van achtbanen gebouwd door Vekoma. In 2021 zijn er meer dan 387 achtbanen op de wereld die gebouwd zijn door Vekoma, waarvan sommige nog in aanbouw zijn of zijn verwijderd.
| Naam | Model                                     | Park                                                                                      | Land                         | Geopend                                        | Status                           | Ref                             |
| --- | ----------------------------------------- | ----------------------------------------------------------------------------------------- | ---------------------------- | ---------------------------------------------- | -------------------------------- | ------------------------------- |
| Chaos | Illusion                                  | Old Indiana Fun-n-Water Park Opryland USA                                                 | Verenigde Staten             | Onbekend 1989 tot 1997                         | Verwijderd                       | [ 2 ] [ 3 ]                     |
| Tornado | MK-1200 Corkscrew with Bayerncurve        | Walibi Belgium                                                                            | België                       | 1979                                           | Verwijderd                       | [ 4 ]                           |
| Super Wirbel | MK-1200 Corkscrew with Bayerncurve        | Holiday Park                                                                              | Duitsland                    | 1979                                           | Verwijderd                       | [ 5 ]                           |
| Corkscrew | MK-1200 Corkscrew with Bayerncurve        | Alton Towers                                                                              | Verenigd Koninkrijk          | 1980                                           | Verwijderd                       | [ 6 ]                           |
| Super Manège | MK-1200 Corkscrew with Bayerncurve        | La Ronde                                                                                  | Canada                       | 1981                                           | Verwijderd                       | [ 7 ]                           |
| Flying Tiger Voorheen Super Tornado                                                                                           | MK-1200 Whirlwind                         | Zoo Safaripark Stukenbrock                                                                | Duitsland                    | 1981                                           | Verwijderd                       | [ 8 ]                           |
| Python | MK-1200 Double Loop Corkscrew             | Efteling                                                                                  | Nederland                    | 1981                                           | Operationeel                     | [ 9 ]                           |
| SpeedSnake FREE Voorheen Speed Snake Voorheen Wirbelwind                                                                      | MK-1200 Whirlwind                         | Fort Fun Abenteuerland                                                                    | Duitsland                    | 1982                                           | Operationeel                     | [ 10 ]                          |
| Big Loop | MK-1200 Custom                            | Heide Park                                                                                | Duitsland                    | 1983                                           | Operationeel                     | [ 11 ]                          |
| Montaña Rusa | MK-1200 Double Loop Corkscrew             | Diverland                                                                                 | Venezuela                    | 1983                                           | Operationeel                     | [ 12 ]                          |
| Boomerang | Boomerang                                 | La Ronde                                                                                  | Canada                       | 1984                                           | Operationeel                     | [ 13 ]                          |
| Sea Serpent | Boomerang                                 | Morey's Piers                                                                             | Verenigde Staten             | 1984                                           | Operationeel                     | [ 14 ]                          |
| Boomerang | Boomerang                                 | Bellewaerde                                                                               | België                       | 1984                                           | Operationeel                     | [ 15 ]                          |
| Shaman Voorheen Magic Mountain                                                                                                | MK-1200 Double Loop Corkscrew             | Gardaland                                                                                 | Italië                       | 1985                                           | Operationeel                     | [ 16 ]                          |
| Tidal Wave | Boomerang                                 | Trimper's Rides                                                                           | Verenigde Staten             | 1986                                           | Operationeel                     | [ 17 ]                          |
| Tornado | MK-1200 Tornado                           | Tokyo SummerLand                                                                          | Japan                        | 1986                                           | Verwijderd                       | [ 18 ]                          |
| Crazy Roller Coaster | MK-1200 Custom                            | Nanhu Amusement Park                                                                      | China                        | 1986                                           | Verwijderd                       | [ 19 ]                          |
| Big Thunder Mountain | Onbekend                                  | Tokyo Disneyland                                                                          | Japan                        | 1987                                           | Operationeel                     | [ 20 ]                          |
| The Bat | Boomerang                                 | Canada's Wonderland                                                                       | Canada                       | 1987                                           | Operationeel                     | [ 21 ]                          |
| Dream Catcher Voorheen Air Race                                                                                               | Swinging Turns                            | Bobbejaanland                                                                             | België                       | 1987                                           | Operationeel                     | [ 22 ]                          |
| Boomerang Voorheen Escorpión                                                                                                  | Boomerang                                 | Six Flags Mexico Rafaela Padilla                                                          | Mexico                       | 1988 1984 tot 1986                             | Operationeel                     | [ 23 ] [ 24 ]                   |
| Generator Voorheen EqWalizer Voorheen Boomerang                                                                               | Boomerang                                 | Walibi Rhône-Alpes                                                                        | Frankrijk                    | 1988                                           | Operationeel                     | [ 25 ]                          |
| Loopen | MK-1200 Tornado                           | TusenFryd                                                                                 | Noorwegen                    | 1988                                           | Operationeel                     | [ 26 ]                          |
| Crazy Bats Voorheen Temple of the Night Hawk Voorheen Space Center                                                            | MK-900                                    | Phantasialand                                                                             | Duitsland                    | 1988                                           | Operationeel                     | [ 27 ]                          |
| Le Schtroumpfeur / De Smurfer Voorheen Halvar Voorheen Coaster Voorheen Roller                                                | MK-700                                    | Plopsaland Ardennes                                                                       | België                       | 1989                                           | Operationeel                     | [ 28 ]                          |
| French Revolution2 VR Voorheen French Revolution                                                                              | MK-1200 Custom                            | Lotte World                                                                               | Zuid-Korea                   | 1989                                           | Operationeel                     | [ 29 ]                          |
| Ninja Voorheen Scream Machine                                                                                                 | MK-1200 Custom                            | Six Flags St. Louis Expo 86                                                               | Verenigde Staten             | 1989 1986                                      | Operationeel                     | [ 30 ] [ 31 ]                   |
| Goudurix | MK-1200 Custom                            | Parc Astérix                                                                              | Frankrijk                    | 1989                                           | Operationeel                     | [ 32 ]                          |
| Revolution Voorheen: Mount Mara Voorheen Evolution Voorheen Revolution                                                        | Illusion                                  | Bobbejaanland                                                                             | België                       | 1989                                           | Operationeel                     | [ 33 ]                          |
| Comet Voorheen Waly Coaster Voorheen Comet Space                                                                              | Hurricane                                 | Walygator Parc                                                                            | Frankrijk                    | 1989                                           | Operationeel                     | [ 34 ]                          |
| Balagos - Flying Flame Voorheen Tornado                                                                                       | MK-1200 Tornado                           | Avonturenpark Hellendoorn                                                                 | Nederland                    | 1990                                           | Operationeel                     | [ 35 ]                          |
| K3 Roller Skater | Junior Coaster 335m                       | Plopsaland                                                                                | België                       | 1990                                           | Operationeel                     | [ 36 ]                          |
| Achterbahn | Junior Coaster 207m                       | Rasti-Land                                                                                | Duitsland                    | 1991                                           | Operationeel                     | [ 37 ]                          |
| Sidewinder | Boomerang                                 | Hersheypark                                                                               | Verenigde Staten             | 1991                                           | Operationeel                     | [ 38 ]                          |
| Streamliner Coaster Voorheen Kiddee Koaster Voorheen Romp Bomp A Stomp Voorheen Rullschuhcoaster Voorheen Pied Piper          | Junior Coaster 85m                        | Six Flags Fiesta Texas                                                                    | Verenigde Staten             | 1992                                           | Operationeel                     | [ 39 ]                          |
| Rhino Coaster | Junior Coaster 335m                       | West Midland Safari Park                                                                  | Verenigd Koninkrijk          | 1992                                           | Operationeel                     | [ 40 ]                          |
| Calamity Mine Voorheen Colorado                                                                                               | Mine Train 785m                           | Walibi Belgium                                                                            | België                       | 1992                                           | Operationeel                     | [ 41 ]                          |
| Boomerang | Boomerang                                 | Walibi Sud-Ouest Zygo Park                                                                | Frankrijk                    | 1992 1987 tot 1991                             | Operationeel                     | [ 42 ] [ 43 ]                   |
| Mine Expressen | Junior Coaster 335m                       | Fårup Sommerland                                                                          | Denemarken                   | 1992                                           | Operationeel                     | [ 44 ]                          |
| Boomerang | Boomerang                                 | Wiener Prater                                                                             | Oostenrijk                   | 1992                                           | Operationeel                     | [ 45 ]                          |
| Space Mountain | MK-700                                    | Formosan Aboriginal Culture Village                                                       | Taiwan                       | 1992                                           | Operationeel                     | [ 46 ]                          |
| Blue Hawk Voorheen Ninja Voorheen Kamikaze                                                                                    | MK-1200 Custom                            | Six Flags Over Georgia Dinosaur Beach                                                     | Verenigde Staten             | 1992 1989 tot 1991                             | Operationeel                     | [ 47 ] [ 48 ]                   |
| Big Thunder Mountain | Mine Train MK-900 M                       | Disneyland Park                                                                           | Frankrijk                    | 1992                                           | Operationeel                     | [ 49 ]                          |
| Chip & Dale’s Gadget Coaster Voorheen Gadget's Go Coaster                                                                     | Junior Coaster 207m                       | Disneyland                                                                                | Verenigde Staten             | 1993                                           | Operationeel                     | [ 50 ]                          |
| Roller Voorheen Roller Skater                                                                                                 | Junior Coaster 207m                       | Six Flags Mexico                                                                          | Mexico                       | 1993                                           | Operationeel                     | [ 51 ]                          |
| Rasender Roland | Junior Coaster Custom                     | Hansa Park                                                                                | Duitsland                    | 1993                                           | Operationeel                     | [ 52 ]                          |
| Star Mountain Voorheen Star World Mountain Voorheen Corkscrew                                                                 | MK-1200 Corkscrew with Bayerncurve        | Beto Carrero World Ital Park                                                              | Brazilië                     | 1993 1980 tot 1990                             | Operationeel                     | [ 53 ] [ 54 ]                   |
| Little Rattler | Junior Coaster 335m                       | Leofoo Village Theme Park                                                                 | Taiwan                       | 1993                                           | Operationeel                     | [ 55 ]                          |
| Laser Blaster | Junior Coaster Custom                     | Window on China Theme Park                                                                | Taiwan                       | 1993                                           | Operationeel                     | [ 56 ]                          |
| Mini Mine Train | Junior Coaster 85m                        | Window on China Theme Park                                                                | Taiwan                       | 1993                                           | Operationeel                     | [ 57 ]                          |
| Jul's Rollerskates Voorheen Super Achtbaan                                                                                    | Junior Coaster 207m                       | Julianatoren                                                                              | Nederland                    | 1993                                           | Operationeel                     | [ 58 ]                          |
| Wild Mouse Voorheen Alton Mouse Voorheen Speeedy Gonzales                                                                     | Wild Mouse                                | Idlewild and Soak Zone Alton Towers Wiener Prater                                         | Verenigde Staten             | 1993 1988 tot 1991 1985 tot 1987               | Operationeel                     | [ 59 ] [ 60 ] [ 61 ]            |
| Mini Mine Train | Junior Coaster 207m                       | Pleasure Island Family Theme Park                                                         | Verenigd Koninkrijk          | 1993                                           | Verwijderd                       | [ 62 ]                          |
| Roller Skater | Junior Coaster 207m                       | Kentucky Kingdom                                                                          | Verenigde Staten             | 1994                                           | Operationeel                     | [ 63 ]                          |
| Corkscrew Voorheen Screamer                                                                                                   | MK-1200 Corkscrew with Bayerncurve        | Playland Boblo Island                                                                     | Canada                       | 1994 1985 tot 1993                             | Verwijderd                       | [ 64 ] [ 65 ]                   |
| Megablitz | MK-700                                    | Wiener Prater                                                                             | Oostenrijk                   | 1994                                           | Operationeel                     | [ 66 ]                          |
| Corkscrew Voorheen Time Twister Voorheen Super Spirale                                                                        | MK-1200 Corkscrew with Bayerncurve        | Genting Theme Park Jolly Roger Amusement Park Movie Park Germany                          | Maleisië                     | 1994 1987 tot 1993 1979 tot 1986               | Verwijderd                       | [ 67 ] [ 68 ] [ 69 ]            |
| Grampus Jet | Swinging Turns                            | Greenland                                                                                 | Japan                        | 1994                                           | Operationeel                     | [ 70 ]                          |
| Sky Coaster Voorheen Hanging Coaster Voorheen Centrifuge                                                                      | Swinging Turns                            | Dream World World Expo Park                                                               | Thailand                     | 1994 1988                                      | Operationeel                     | [ 71 ] [ 72 ]                   |
| Black Hole Coaster Voorheen Space Mountain Voorheen Supernova                                                                 | MK-900                                    | Dream World World Expo Park                                                               | Thailand                     | 1994 1988                                      | Operationeel                     | [ 73 ] [ 74 ]                   |
| Casey Jr., Le Petit Train du Cirque                                                                                           | Powered Coaster                           | Disneyland Park                                                                           | Frankrijk                    | 1994                                           | Operationeel                     | [ 75 ]                          |
| Condor Voorheen El Condor | Suspended Looping Coaster 662m            | Walibi Holland                                                                            | Nederland                    | 1994                                           | Operationeel                     | [ 76 ]                          |
| Flight Deck Voorheen Top Gun                                                                                                  | Suspended Looping Coaster 689m            | Canada's Wonderland                                                                       | Canada                       | 1995                                           | Operationeel                     | [ 77 ]                          |
| Fly the Great Nor'Easter Voorheen Great Nor'Easter                                                                            | Suspended Looping Coaster Custom          | Morey's Piers                                                                             | Verenigde Staten             | 1995                                           | Operationeel                     | [ 78 ]                          |
| T3 Voorheen T2 | Suspended Looping Coaster 662m            | Kentucky Kingdom                                                                          | Verenigde Staten             | 1995                                           | Gesloten                         | [ 79 ]                          |
| Bumerang | Boomerang                                 | Tashkentland                                                                              | Oezbekistan                  | 1995                                           | Operationeel                     | [ 80 ]                          |
| Gadget's Go Coaster | Junior Coaster 207m                       | Tokyo Disneyland                                                                          | Japan                        | 1995                                           | Operationeel                     | [ 81 ]                          |
| Hurricane | Suspended Looping Coaster 689m            | Rusutsu Resort                                                                            | Japan                        | 1995                                           | Operationeel                     | [ 82 ]                          |
| F2 Fright Flight | Suspended Looping Coaster 689m            | Nasu Highland Park                                                                        | Japan                        | 1995                                           | Operationeel                     | [ 83 ]                          |
| Light Catcher | Junior Coaster Custom                     | Timzezone                                                                                 | Indonesië                    | 1995                                           | Operationeel                     | [ 84 ]                          |
| Boomerang | Boomerang                                 | E-World                                                                                   | Zuid-Korea                   | 1995                                           | Operationeel                     | [ 85 ]                          |
| Mind Eraser | Suspended Looping Coaster 689m            | Six Flags America                                                                         | Verenigde Staten             | 1995                                           | Operationeel                     | [ 86 ]                          |
| Star Wars Hyperspace Mountain: Rebel Misson Voorheen Space Mountain Mission 2 Voorheen Space Mountain - De la Terre à la Lune | Onbekend                                  | Disneyland Park                                                                           | Frankrijk                    | 1995                                           | Operationeel                     | [ 87 ]                          |
| Space Shuttle Voorheen Cobra                                                                                                  | Boomerang                                 | Enchanted Kingdom West Midland Safari Park                                                | Filipijnen                   | 1995 1985 tot 1991                             | Operationeel                     | [ 88 ] [ 89 ]                   |
| Roller Skater | Junior Coaster 207m                       | Enchanted Kingdom                                                                         | Filipijnen                   | 1995                                           | Operationeel                     | [ 90 ]                          |
| Arkham Asylum – Shock Therapy Voorheen Lethal Weapon - The Ride                                                               | Suspended Looping Coaster 765m            | Warner Bros. Movie World                                                                  | Australië                    | 1995                                           | Verwijderd                       | [ 91 ]                          |
| The Barnstormer | Junior Coaster Custom                     | Magic Kingdom                                                                             | Verenigde Staten             | 1996                                           | Operationeel                     | [ 92 ]                          |
| Rioolrat | Junior Coaster Custom                     | Avonturenpark Hellendoorn                                                                 | Nederland                    | 1996                                           | Operationeel                     | [ 93 ]                          |
| The Backyardigans: Mission to Mars Voorheen Rocket Rider Rollercoaster Voorheen Coyote's und Roadrunner's Achterbahn          | Junior Coaster 207m                       | Movie Park Germany                                                                        | Duitsland                    | 1996                                           | Operationeel                     | [ 94 ]                          |
| Devil's Mine Voorheen Terror Train Voorheen Super Roller Coaster                                                              | Junior Coaster Custom                     | Fort Fun Abenteuerland Planet FunFun                                                      | Duitsland                    | 1996 1991 tot 1995                             | Operationeel                     | [ 95 ] [ 96 ]                   |
| Boomerang | Boomerang                                 | Fantasilandia                                                                             | Chili                        | 1996                                           | Operationeel                     | [ 97 ]                          |
| VR Rollercoaster Voorheen Space Switchback                                                                                    | Junior Coaster Custom                     | Oriental Pearl Tower                                                                      | China                        | 1996                                           | Operationeel                     | [ 98 ]                          |
| The Walking Dead: The Ride Voorheen X Voorheen X:\ No Way Out                                                                 | Enigma                                    | Thorpe Park                                                                               | Verenigd Koninkrijk          | 1996                                           | Operationeel                     | [ 99 ]                          |
| Colorado Adventure | Mine Train MK-900 M                       | Phantasialand                                                                             | Duitsland                    | 1996                                           | Operationeel                     | [ 100 ]                         |
| Nio | Suspended Looping Coaster 689m            | Greenland                                                                                 | Japan                        | 1997                                           | Operationeel                     | [ 101 ]                         |
| Mayan Adventure | Suspended Looping Coaster 689m            | Formosan Aboriginal Culture Village                                                       | Taiwan                       | 1997                                           | Operationeel                     | [ 102 ]                         |
| Boomerang | Boomerang                                 | Gero Land                                                                                 | Egypte                       | 1997                                           | Operationeel                     | [ 103 ]                         |
| Junior Coaster | Junior Coaster 335m                       | Gero Land                                                                                 | Egypte                       | 1997                                           | Operationeel                     | [ 104 ]                         |
| X-treme Coaster | Junior Coaster Custom                     | X-Site                                                                                    | Filipijnen                   | 1997                                           | Operationeel                     | [ 105 ]                         |
| Flashback Voorheen Boomerang Coast to Coaster                                                                                 | Boomerang                                 | The Great Escape                                                                          | Verenigde Staten             | 1997                                           | Operationeel                     | [ 106 ]                         |
| Mind Eraser | Suspended Looping Coaster 689m            | Six Flags Darien Lake                                                                     | Verenigde Staten             | 1997                                           | Operationeel                     | [ 107 ]                         |
| Mind Eraser | Suspended Looping Coaster 689m            | Elitch Gardens                                                                            | Verenigde Staten             | 1997                                           | Operationeel                     | [ 108 ]                         |
| The Riddler Revenge Voorheen Mind Eraser                                                                                      | Suspended Looping Coaster 689m            | Six Flags New England                                                                     | Verenigde Staten             | 1997                                           | Operationeel                     | [ 109 ]                         |
| Zoomerang | Boomerang                                 | Lake Compounce                                                                            | Verenigde Staten             | 1997                                           | Operationeel                     | [ 110 ]                         |
| Jaguar | Suspended Looping Coaster 765m            | Isla Mágica                                                                               | Spanje                       | 1997                                           | Operationeel                     | [ 111 ]                         |
| Vapor Trail | Junior Coaster Custom                     | Sesame Place                                                                              | Verenigde Staten             | 1998                                           | Operationeel                     | [ 112 ]                         |
| Sprocket Rockets Voorheen Spacely's Sprocket Rockets                                                                          | Junior Coaster 207m                       | Six Flags Great America                                                                   | Verenigde Staten             | 1998                                           | Operationeel                     | [ 113 ]                         |
| Boomerang | Boomerang                                 | Wild Adventures                                                                           | Verenigde Staten             | 1998                                           | Operationeel                     | [ 114 ]                         |
| Blue Tornado | Suspended Looping Coaster 765m            | Gardaland                                                                                 | Italië                       | 1998                                           | Operationeel                     | [ 115 ]                         |
| Boomerang | Boomerang                                 | Parque de la Costa                                                                        | Argentinië                   | 1998                                           | Operationeel                     | [ 116 ]                         |
| Family Coaster | Junior Coaster 335m                       | Dream Park                                                                                | Egypte                       | 1998                                           | Operationeel                     | [ 117 ]                         |
| Dark Ride | Enigma                                    | Dream Park                                                                                | Egypte                       | 1998                                           | Operationeel                     | [ 118 ]                         |
| Pinestar | Junior Coaster 207m                       | Porto Europa                                                                              | Japan                        | 1998                                           | Operationeel                     | [ 119 ]                         |
| Navel Coaster | Junior Coaster 207m                       | Shibukawa Skyland Tohoku Exhibition                                                       | Japan                        | 1998 1997                                      | Operationeel                     | [ 120 ] [ 121 ]                 |
| Vogel Rok | MK-900                                    | Efteling                                                                                  | Nederland                    | 1998                                           | Operationeel                     | [ 122 ]                         |
| Kong Voorheen Hangman | Suspended Looping Coaster 689m            | Six Flags Discovery Kingdom Opryland USA                                                  | Verenigde Staten             | 1998 1995 tot 1997                             | Operationeel                     | [ 123 ] [ 124 ]                 |
| Boomerang Coast to Coaster | Boomerang                                 | Six Flags Discovery Kingdom                                                               | Verenigde Staten             | 1998                                           | Operationeel                     | [ 125 ]                         |
| Boomerang Coast to Coaster | Boomerang                                 | Six Flags Darien Lake                                                                     | Verenigde Staten             | 1998                                           | Operationeel                     | [ 126 ]                         |
| Junior Roller Coaster | Junior Coaster 207m                       | Tokushima Familyland                                                                      | Japan                        | 1998                                           | Operationeel                     | [ 127 ]                         |
| Tami-Tami | Junior Coaster 207m                       | PortAventura Park                                                                         | Spanje                       | 1998                                           | Operationeel                     | [ 128 ]                         |
| Onbekend | Junior Coaster 335m                       | Qingdao International Beer City                                                           | China                        | 1998                                           | Verwijderd                       | [ 129 ]                         |
| Vampire | Suspended Looping Coaster 689m            | Walibi Belgium                                                                            | België                       | 1999                                           | Operationeel                     | [ 130 ]                         |
| Limit | Suspended Looping Coaster 689m            | Heide Park                                                                                | Duitsland                    | 1999                                           | Operationeel                     | [ 131 ]                         |
| Desafío | Suspended Looping Coaster 689m            | Parque de la Costa                                                                        | Argentinië                   | 1999                                           | Operationeel                     | [ 132 ]                         |
| Roller Coaster | Suspended Looping Coaster 765m            | Dream Park                                                                                | Egypte                       | 1999                                           | Operationeel                     | [ 133 ]                         |
| Boomerang | Boomerang                                 | Six Flags Fiesta Texas                                                                    | Verenigde Staten             | 1999                                           | Operationeel                     | [ 134 ]                         |
| Woody Woodpecker's Nuthouse Coaster                                                                                           | Junior Coaster 207m                       | Universal Studios Florida                                                                 | Verenigde Staten             | 1999                                           | Gesloten                         | [ 135 ]                         |
| Dragon | Junior Coaster Custom                     | Legoland California                                                                       | Verenigde Staten             | 1999                                           | Operationeel                     | [ 136 ]                         |
| Invertigo Voorheen Face/Off                                                                                                   | Invertigo                                 | Kings Island                                                                              | Verenigde Staten             | 1999                                           | Operationeel                     | [ 137 ]                         |
| Boomerang | Boomerang                                 | Elitch Gardens                                                                            | Verenigde Staten             | 1999                                           | Operationeel                     | [ 138 ]                         |
| Twisted Typhoon Voorheen Hangman                                                                                              | Suspended Looping Coaster 689m            | Wild Adventures                                                                           | Verenigde Staten             | 1999                                           | Operationeel                     | [ 139 ]                         |
| Woodstock Express | Junior Coaster 335m                       | Cedar Point                                                                               | Verenigde Staten             | 1999                                           | Operationeel                     | [ 140 ]                         |
| Millennium Voorheen Millennium Roller Coaster                                                                                 | MK-1200 Custom                            | Fantasy Island                                                                            | Verenigd Koninkrijk          | 1999                                           | Operationeel                     | [ 141 ]                         |
| Rock 'n' Roller Coaster | LSM Coaster Disney                        | Disney's Hollywood Studios                                                                | Verenigde Staten             | 1999                                           | Operationeel                     | [ 142 ]                         |
| Svalbard Ekspressen | Junior Coaster 207m                       | Kongeparken                                                                               | Noorwegen                    | 2000                                           | Operationeel                     | [ 143 ]                         |
| Ant Farm Express | Junior Coaster 207m                       | Wild Adventures                                                                           | Verenigde Staten             | 2000                                           | Operationeel                     | [ 144 ]                         |
| Xpress: Platform 13 Voorheen Xpress Voorheen Superman The Ride                                                                | LSM Coaster 996m                          | Walibi Holland                                                                            | Nederland                    | 2000                                           | Operationeel                     | [ 145 ]                         |
| Robin Hood | Wooden Coaster                            | Walibi Holland                                                                            | Nederland                    | 2000                                           | omgebouwed Nu bekend als Untamed | [ 146 ]                         |
| Speed of Sound Voorheen La Via Volta                                                                                          | Boomerang                                 | Walibi Holland                                                                            | Nederland                    | 2000                                           | Operationeel                     | [ 147 ]                         |
| Maximus Voorheen Pastil Loco                                                                                                  | Junior Coaster 207m                       | Crealy Adventure Park                                                                     | Verenigd Koninkrijk          | 2000                                           | Operationeel                     | [ 148 ]                         |
| Boomerang | Boomerang                                 | Freizeit-Land Geiselwind                                                                  | Duitsland                    | 2000                                           | Operationeel                     | [ 149 ]                         |
| Anaconda | Boomerang                                 | Luna Park Tel Aviv                                                                        | Israël                       | 2000                                           | Operationeel                     | [ 150 ]                         |
| Roller Skater | Junior Coaster 207m                       | Kijima Kogen Tokiwa Park                                                                  | Japan                        | 2000 1997 tot 1999                             | Operationeel                     | [ 151 ] [ 152 ]                 |
| Boomerang | Boomerang                                 | Worlds of Fun                                                                             | Verenigde Staten             | 2000                                           | Operationeel                     | [ 153 ]                         |
| Batman The Ride | Suspended Looping Coaster 689m            | Six Flags Mexico                                                                          | Mexico                       | 2000                                           | Operationeel                     | [ 154 ]                         |
| Flashback Voorheen Vampire Voorheen Boomerang                                                                                 | Boomerang                                 | Six Flags New England Kentucky Kingdom Star Lake Amusement Park                           | Verenigde Staten             | 2000 1985 tot 19891990 tot 1999                | Operationeel                     | [ 155 ] [ 156 ] [ 157 ]         |
| Zydeco Scream Voorheen Boomerang                                                                                              | Boomerang                                 | Six Flags New Orleans Parque de Atracciones de Montjuic                                   | Verenigde Staten             | 2000 1990 tot 1998                             | Gesloten                         | [ 158 ] [ 159 ]                 |
| Flight of the Hippogriff Voorheen Flying Unicorn                                                                              | Junior Coaster 335m                       | Universal Studios Islands of Adventure                                                    | Verenigde Staten             | 2000                                           | Operationeel                     | [ 160 ]                         |
| Road Runner Rollercoaster | Junior Coaster 335m                       | Warner Bros. Movie World                                                                  | Australië                    | 2000                                           | Operationeel                     | [ 161 ]                         |
| Flying Ace Aerial Chase Voorheen Rugrats Runaway Reptar                                                                       | Suspended Family Coaster 342m             | Kings Island                                                                              | Verenigde Staten             | 2001                                           | Operationeel                     | [ 162 ]                         |
| Mine Express | Junior Coaster 335m                       | Lihpao Land                                                                               | Taiwan                       | 2001                                           | Operationeel                     | [ 163 ]                         |
| Mine Train | Junior Coaster 335m                       | Attractiepark Slagharen                                                                   | Nederland                    | 2001                                           | Operationeel                     | [ 164 ]                         |
| MP-Xpress Voorheen FX Voorheen Eraser                                                                                         | Suspended Looping Coaster 689m            | Movie Park Germany                                                                        | Duitsland                    | 2001                                           | Operationeel                     | [ 165 ]                         |
| Tornado Voorheen Wervelwind                                                                                                   | MK-1200 Whirlwind                         | Bosque Mágico Bobbejaanland                                                               | Mexico                       | 2001 1982 tot 1999                             | Verwijderd                       | [ 166 ] [ 167 ]                 |
| Cobra | Boomerang                                 | Walibi Belgium                                                                            | België                       | 2001                                           | Operationeel                     | [ 168 ]                         |
| Loup-Garou | Wooden Coaster                            | Walibi Belgium                                                                            | België                       | 2001                                           | Operationeel                     | [ 169 ]                         |
| Thundercoaster | Wooden Coaster                            | TusenFryd                                                                                 | Noorwegen                    | 2001                                           | Operationeel                     | [ 170 ]                         |
| Silver Streak | Suspended Family Coaster 342m             | Canada's Wonderland                                                                       | Canada                       | 2001                                           | Operationeel                     | [ 171 ]                         |
| Toos-Express Voorheen Boomerang Voorheen Achtbaan                                                                             | Junior Coaster Custom                     | Toverland                                                                                 | Nederland                    | 2001                                           | Operationeel                     | [ 172 ]                         |
| Batwing | Flying Dutchman 1018m                     | Six Flags America                                                                         | Verenigde Staten             | 2001                                           | Operationeel                     | [ 173 ]                         |
| Kumba | Suspended Looping Coaster 689m            | Superland                                                                                 | Israël                       | 2001                                           | Operationeel                     | [ 174 ]                         |
| Ragin' Cajun Voorheen Boomerang                                                                                               | Boomerang                                 | Blue Bayou Dixie Landin' Hafan y Môr Holiday Park                                         | Verenigde Staten             | 2001 1987 tot 1998                             | Operationeel                     | [ 175 ] [ 176 ]                 |
| Merlin's Revenge | Junior Coaster 207m                       | Castle Amusement Park                                                                     | Verenigde Staten             | 2001                                           | Operationeel                     | [ 177 ]                         |
| Wally Whales Deep Dive Adventure                                                                                              | Junior Coaster 207m                       | Farglory Ocean Park                                                                       | Taiwan                       | 2002                                           | Operationeel                     | [ 178 ]                         |
| Gravity Max | Tilt Coaster                              | Lihpao Land                                                                               | Taiwan                       | 2002                                           | Operationeel                     | [ 179 ]                         |
| Avengers Assemble: Flight ForceVoorheen: Rock 'n' Roller Coaster                                                              | LSM Coaster Disney                        | Walt Disney Studios Park                                                                  | Frankrijk                    | 2002                                           | Operationeel                     | [ 180 ]                         |
| Mine Coaster | Mine Train 785m                           | Happy Valley Shenzhen                                                                     | China                        | 2002                                           | Gesloten                         | [ 181 ]                         |
| Snow Mountain Flying Dragon                                                                                                   | Suspended Looping Coaster Shenlin         | Happy Valley Shenzhen                                                                     | China                        | 2002                                           | Operationeel                     | [ 182 ]                         |
| Odyssey Voorheen Jubilee Odyssey                                                                                              | Suspended Looping Coaster Custom          | Fantasy Island                                                                            | Verenigd Koninkrijk          | 2002                                           | Operationeel                     | [ 183 ]                         |
| Stunt Fall | Giant Inverted Boomerang                  | Parque Warner Madrid                                                                      | Spanje                       | 2002                                           | Operationeel                     | [ 184 ]                         |
| Escape from Madagascar Voorheen Sky Rocket Voorheen Rugrats Runaway Reptar                                                    | Suspended Family Coaster 342m             | Dreamworld                                                                                | Australië                    | 2002                                           | Operationeel                     | [ 185 ]                         |
| Montanha Russa | Junior Coaster Custom                     | Neo Geo Family Playland Praia de Belas                                                    | Brazilië                     | 2003 1993 tot 1999                             | Operationeel                     | [ 186 ] [ 187 ]                 |
| Suspended Looping Coaster | Suspended Looping Coaster 787m            | Suzhou Amusement Land                                                                     | China                        | 2003                                           | Verwijderd                       | [ 188 ]                         |
| Déval'Train | Junior Coaster 207m                       | Parc des Combes                                                                           | Frankrijk                    | 2003                                           | Operationeel                     | [ 189 ]                         |
| Whirl Wind Looping Coaster Voorheen Corkscrew                                                                                 | MK-1200 Whirlwind                         | Wonder Island Magic Land                                                                  | Rusland                      | 2003 1982 tot 2000                             | Operationeel                     | [ 190 ] [ 191 ]                 |
| Titánide Voorheen Tizona | Suspended Looping Coaster 689m            | Terra Mítica                                                                              | Spanje                       | 2003                                           | Operationeel                     | [ 192 ]                         |
| Kiddy Hawk Voorheen Flying Ace Aerial Chase Voorheen Rugrats Runaway Reptar                                                   | Suspended Family Coaster 342m             | Carowinds                                                                                 | Verenigde Staten             | 2003                                           | Operationeel                     | [ 193 ]                         |
| Jester Voorheen Joker's Revenge                                                                                               | Hurricane                                 | Six Flags New Orleans Six Flags Fiesta Texas                                              | Verenigde Staten             | 2003 1996 tot 2001                             | Gesloten                         | [ 194 ] [ 195 ]                 |
| Swamp Thing | Suspended Family Coaster 342m             | Wild Adventures                                                                           | Verenigde Staten             | 2003                                           | Operationeel                     | [ 196 ]                         |
| Boomerang-Roller Coaster Voorheen Krachen                                                                                     | Boomerang                                 | Al-Shallal Theme Park                                                                     | Saoedi-Arabië                | 2004                                           | Operationeel                     | [ 197 ]                         |
| EuroLoop Voorheen Mega Looping Bahn Voorheen Miralooping                                                                      | MK-1200 Double Loop Corkscrew             | Europark Spreepark Mirapolis                                                              | Frankrijk                    | 2004 1992 tot 2001 1998 tot 1991               | Operationeel                     | [ 198 ] [ 199 ] [ 200 ]         |
| Nighthawk Voorheen BORG Assimilator Voorheen Stealth                                                                          | Flying Dutchman 843m                      | Carowinds California's Great America                                                      | Verenigde Staten             | 2004 2000 tot 2003                             | Operationeel                     | [ 201 ] [ 202 ]                 |
| Oki Doki Voorheen Junior Coaster                                                                                              | Junior Coaster Custom                     | Bobbejaanland                                                                             | België                       | 2004                                           | Operationeel                     | [ 203 ]                         |
| Gauntlet | Suspended Looping Coaster 689m            | Magic Springs & Crystal Falls                                                             | Verenigde Staten             | 2004                                           | Operationeel                     | [ 204 ]                         |
| Booster Bike | Motorbike Coaster 600m                    | Toverland                                                                                 | Nederland                    | 2004                                           | Operationeel                     | [ 205 ]                         |
| Dragon Voorheen Okeechobee Rampage                                                                                            | Junior Coaster Custom                     | Legoland Florida                                                                          | Verenigde Staten             | 2004                                           | Operationeel                     | [ 206 ]                         |
| Flying School Voorheen Swamp Thing                                                                                            | Suspended Family Coaster 342m             | Legoland Florida                                                                          | Verenigde Staten             | 2004                                           | Operationeel                     | [ 207 ]                         |
| Roller Coaster | Junior Coaster Custom                     | Amazing World                                                                             | China                        | 2005                                           | Operationeel                     | [ 208 ]                         |
| Cobra | Boomerang                                 | PowerLand                                                                                 | Finland                      | 2005                                           | Operationeel                     | [ 209 ]                         |
| Bocaraca Voorheen Whirlwind                                                                                                   | MK-1200 Whirlwind                         | Parque Diversiones Knoebels Amusement Park & Resort Playland Park                         | Costa Rica                   | 2005 1993 tot 2004 1984 tot 1992               | Operationeel                     | [ 210 ] [ 211 ] [ 212 ]         |
| Bat | Suspended Family Coaster 342m             | Lagoon                                                                                    | Verenigde Staten             | 2005                                           | Operationeel                     | [ 213 ]                         |
| Velocity | Motorbike Coaster Custom                  | Flamingo Land                                                                             | Verenigd Koninkrijk          | 2005                                           | Operationeel                     | [ 214 ]                         |
| Hyperspace Mountain Voorheen Space Mountain                                                                                   | Onbekend                                  | Hong Kong Disneyland                                                                      | Hong Kong                    | 2005                                           | Operationeel                     | [ 215 ]                         |
| Herky & Timmy's Racing Coaster                                                                                                | Junior Coaster Custom                     | Everland                                                                                  | Zuid-Korea                   | 2005                                           | Operationeel                     | [ 216 ]                         |
| Onbekend Voorheen Tatilya Express                                                                                             | Junior Coaster Custom                     | Erbil Family Fun Tatilya                                                                  | Irak                         | 2007 1996 tot 2006                             | Verwijderd                       | [ 217 ] [ 218 ]                 |
| Motorbike Launch Coaster | Motorbike Coaster 600m                    | Chimelong Paradise                                                                        | China                        | 2006                                           | Operationeel                     | [ 219 ]                         |
| Kumali | Suspended Looping Coaster Shenlin         | Flamingo Land                                                                             | Verenigd Koninkrijk          | 2006                                           | Operationeel                     | [ 220 ]                         |
| Expedition Everest | Onbekend                                  | Disney's Animal Kingdom                                                                   | Verenigde Staten             | 2006                                           | Operationeel                     | [ 221 ]                         |
| Golden Wings in Snowfield | Suspended Looping Coaster Shenlin w/Helix | Happy Valley Beijing                                                                      | China                        | 2006                                           | Operationeel                     | [ 222 ]                         |
| Jungle Racing | Mine Train 785m                           | Happy Valley Beijing                                                                      | China                        | 2006                                           | Operationeel                     | [ 223 ]                         |
| Rolling Hills | Junior Coaster 335m                       | Turkmenbashi Fairy Tale World                                                             | Turkmenistan                 | 2006                                           | Operationeel                     | [ 224 ]                         |
| Boomerang | Boomerang                                 | Siam Park City Jerudong Park Playground                                                   | Thailand                     | 2007 1996 tot 2006                             | Operationeel                     | [ 225 ] [ 226 ]                 |
| Vortex Voorheen Pusing Lagi                                                                                                   | Suspended Looping Coaster 787m            | Siam Park City Jerudong Park Playground                                                   | Thailand                     | 2007 1997 tot 2006                             | Operationeel                     | [ 227 ] [ 228 ]                 |
| Jimmy Neutron's Atomic Flyer                                                                                                  | Suspended Family Coaster 294m             | Movie Park Germany                                                                        | Duitsland                    | 2007                                           | Operationeel                     | [ 229 ]                         |
| Kvasten | Suspended Family Coaster 395m             | Gröna Lund                                                                                | Zweden                       | 2007                                           | Operationeel                     | [ 230 ]                         |
| Infusion Voorheen Traumatizer                                                                                                 | Suspended Looping Coaster 689m            | Blackpool Pleasure Beach Southport Pleasureland                                           | Verenigd Koninkrijk          | 2007 1999 tot 2006                             | Operationeel                     | [ 231 ] [ 232 ]                 |
| Firehawk Voorheen X-Flight | Flying Dutchman 1018m                     | Kings Island Geauga Lake                                                                  | Verenigde Staten             | 2007 2001 tot 2006                             | Verwijderd                       | [ 233 ] [ 234 ]                 |
| Tigor Mountain Voorheen Montanha Russa                                                                                        | Junior Coaster Custom                     | Beto Carrero World Fantasy Place                                                          | Brazilië                     | 2007 1995 tot 2004                             | Operationeel                     | [ 235 ] [ 236 ]                 |
| Wipeout Voorheen Missile Voorheen Coca-Cola Roller                                                                            | Boomerang                                 | Pleasurewood Hills American Adventure Theme Park Glasgow Garden Festival                  | Verenigd Koninkrijk          | 2007 1989 tot 2004 1988                        | Operationeel                     | [ 237 ] [ 238 ] [ 239 ]         |
| Mammut | Mine Train MK-900 M                       | Gardaland                                                                                 | Italië                       | 2008                                           | Operationeel                     | [ 240 ]                         |
| Thunderhawk Voorheen Serial Thriller                                                                                          | Suspended Looping Coaster 689m            | Michigan's Adventure Geauga Lake                                                          | Verenigde Staten             | 2008 1998 tot 2007                             | Operationeel                     | [ 241 ] [ 242 ]                 |
| Steel Lasso | Suspended Family Coaster 294m             | Frontier City                                                                             | Verenigde Staten             | 2008                                           | Operationeel                     | [ 243 ]                         |
| Aftershock Voorheen Déjà Vu                                                                                                   | Giant Inverted Boomerang                  | Silverwood Theme Park Six Flags Great America                                             | Verenigde Staten             | 2008 2001 tot 2007                             | Operationeel                     | [ 244 ] [ 245 ]                 |
| Super Tornado Voorheen Montanha Espacial                                                                                      | MK-1200 Whirlwind                         | Mirabilandia Luna Park Tivoli Park                                                        | Brazilië                     | 2008 1996 tot 2007 1983 tot 1995               | Operationeel                     | [ 246 ] [ 247 ] [ 248 ]         |
| Muntanya Russa | MK-900                                    | Tibidabo                                                                                  | Spanje                       | 2008                                           | Operationeel                     | [ 249 ]                         |
| Raptor | Suspended Looping Coaster 689m            | Fantasilandia Tohoku Exhibition                                                           | Chili                        | 2008 1997                                      | Operationeel                     | [ 250 ] [ 251 ]                 |
| Firewhip Voorheen Blackout | Suspended Looping Coaster 689m            | Beto Carrero World Suzuka Circuit                                                         | Brazilië                     | 2008 1995 tot 2007                             | Operationeel                     | [ 252 ] [ 253 ]                 |
| Innovative Roller Coaster | Junior Coaster 335m                       | Innovative Film City                                                                      | India                        | 2009                                           | Operationeel                     | [ 254 ]                         |
| Jabbar's Rollin' Adventure Voorheen Londonderry Express                                                                       | MK-900                                    | 99 Village Lotte World                                                                    | Koeweit                      | 2009 1989 tot 2002                             | Operationeel                     | [ 255 ] [ 256 ]                 |
| Dragon in Snowfield | Mine Train 785m                           | Happy Valley Chengdu                                                                      | China                        | 2009                                           | Operationeel                     | [ 257 ]                         |
| Dragon in Clouds | Suspended Looping Coaster Shenlin w/Helix | Happy Valley Chengdu                                                                      | China                        | 2009                                           | Operationeel                     | [ 258 ]                         |
| Flying Cobras Voorheen Carolina Cobra Voorheen Head Spin Voorheen Mind Eraser                                                 | Boomerang                                 | Carowinds Geauga Lake                                                                     | Verenigde Staten             | 2009 1996 tot 2007                             | Operationeel                     | [ 259 ] [ 260 ]                 |
| Delfinexpressen | Junior Coaster 335m                       | Kolmården                                                                                 | Zweden                       | 2009                                           | Operationeel                     | [ 261 ]                         |
| Hornet Voorheen Mayan Mindbender Voorheen Nightmare                                                                           | MK-700                                    | Wonderland Amusement Park Six Flags AstroWorld Boblo Island                               | Verenigde Staten             | 2009 1995 tot 2005 1988 tot 1993               | Operationeel                     | [ 262 ] [ 263 ] [ 264 ]         |
| Stingray | Stingray                                  | Giant Wheel Park of Suzhou                                                                | China                        | 2009                                           | Verwijderd                       | [ 265 ]                         |
| Shells Shuttle | Junior Coaster Custom                     | Powerland                                                                                 | China                        | 2009                                           | Operationeel                     | [ 266 ]                         |
| Babylon | Junior Coaster Custom                     | Happylon                                                                                  | Rusland                      | 2010                                           | Verwijderd                       | [ 267 ]                         |
| Rakevet Harim | Junior Coaster 335m                       | Luna Park Tel Aviv                                                                        | Israël                       | 2010                                           | Operationeel                     | [ 268 ]                         |
| Enchanted Airways | Junior Coaster Custom                     | Universal Studios Singapore                                                               | Singapore                    | 2010                                           | Operationeel                     | [ 269 ]                         |
| Battlestar Galactica | Onbekend                                  | Universal Studios Singapore                                                               | Singapore                    | 2010                                           | Operationeel                     | [ 270 ]                         |
| Ednör – L'Attaque Voorheen Serial Thriller                                                                                    | Suspended Looping Coaster 689m            | La Ronde The Great Escape Six Flags AstroWorld                                            | Canada                       | 2010 2006 tot 2009 1999 tot 2005               | Operationeel                     | [ 271 ] [ 272 ] [ 273 ]         |
| Dark Ride | Junior Coaster Custom                     | E-DA Theme Park                                                                           | Taiwan                       | 2010                                           | Operationeel                     | [ 274 ]                         |
| Big Air | Big Air                                   | E-DA Theme Park                                                                           | Taiwan                       | 2010                                           | Operationeel                     | [ 275 ]                         |
| Accelerator Voorheen Ben 10 – Ultimate Mission                                                                                | Family Boomerang 185m                     | Drayton Manor                                                                             | Verenigd Koninkrijk          | 2011                                           | Operationeel                     | [ 276 ]                         |
| Motorbike Roller Coaster | Motorbike Coaster Custom                  | Happy World                                                                               | China                        | 2011                                           | Operationeel                     | [ 277 ]                         |
| Olandese Volante | Mine Train MK-900 M                       | Rainbow MagicLand                                                                         | Italië                       | 2011                                           | Operationeel                     | [ 278 ]                         |
| Bombo Voorheen Bomborun | Junior Coaster 335m                       | Rainbow MagicLand                                                                         | Italië                       | 2011                                           | Operationeel                     | [ 279 ]                         |
| Road Runner Express Voorheen Road Runner's Express Voorheen Rex's Rail Runner                                                 | Junior Coaster 207m                       | Six Flags Magic Mountain Six Flags New Orleans                                            | Verenigde Staten             | 2011 2000 tot 2005                             | Operationeel                     | [ 280 ] [ 281 ]                 |
| Boomerang | Family Boomerang 185m                     | Parc des Combes                                                                           | Frankrijk                    | 2011                                           | Operationeel                     | [ 282 ]                         |
| Giant Inverted Boomerang | Giant Inverted Boomerang                  | Jin Jiang Action Park                                                                     | China                        | 2011                                           | Operationeel                     | [ 283 ]                         |
| Onbekend | Junior Coaster 335m                       | Landora Temali Park                                                                       | Turkije                      | 2011                                           | Gesloten                         | [ 284 ]                         |
| Stinger Voorheen Invertigo | Invertigo                                 | Dorney Park California's Great America                                                    | Verenigde Staten             | 2012 1998 tot 2010                             | Verwijderd                       | [ 285 ] [ 286 ]                 |
| Steampunk Hunters Voorheen Western-Expressen Voorheen Family Adventure                                                        | Junior Coaster 335m                       | TusenFryd Mirabilandia                                                                    | Noorwegen                    | 2012 2001 tot 2011                             | Operationeel                     | [ 287 ] [ 288 ]                 |
| Goliath Voorheen Déjà Vu | Giant Inverted Boomerang                  | Six Flags New England Six Flags Magic Mountain                                            | Verenigde Staten             | 2012 2001 tot 2011                             | Verwijderd                       | [ 289 ] [ 290 ]                 |
| Apocalypse Voorheen Corkscrew                                                                                                 | MK-1200 Corkscrew with Bayerncurve        | Lunapark Flamingo Land Spanish City Amusement Park                                        | Frankrijk                    | 2012 1983 tot 2011 1980 tot 1982               | Operationeel                     | [ 291 ] [ 292 ] [ 293 ]         |
| Triops Voorheen Tornado Voorheen HangOver                                                                                     | Invertigo                                 | Bagatelle Sommerland Syd Allou Fun Park Liseberg                                          | Frankrijk                    | 2012 2005 tot 2011 2003 tot 2004 1997 tot 2002 | Operationeel                     | [ 294 ] [ 295 ] [ 296 ] [ 297 ] |
| Big Grizzly Mountain Runaway Mine Cars                                                                                        | Onbekend                                  | Hong Kong Disneyland                                                                      | Hong Kong                    | 2012                                           | Operationeel                     | [ 298 ]                         |
| Stress Express | Boomerang                                 | Fantawild Adventure Zhengzhou                                                             | China                        | 2012                                           | Operationeel                     | [ 299 ]                         |
| Búmeran Voorheen Boomerang | Boomerang                                 | Parque Diversiones Playcenter São Paulo                                                   | Costa Rica                   | 2012 1997 tot 2012                             | Operationeel                     | [ 300 ] [ 301 ]                 |
| Onbekend Voorheen Korkkiruuvi Voorheen Whirlwind                                                                              | MK-1200 Whirlwind                         | Terra Park Särkänniemi Amusement Park Clacton Pier                                        | Roemenië                     | 2013 1987 tot 2009 1983 tot 1985               | In opslag                        | [ 302 ] [ 303 ] [ 304 ]         |
| Bandit Bomber | Splash Party                              | Yas Waterworld                                                                            | Verenigde Arabische Emiraten | 2013                                           | Operationeel                     | [ 305 ]                         |
| African Thunder Coaster Voorheen Halilintar                                                                                   | Junior Coaster Custom                     | Fun World Kota Fantasi Kerry Leisureland                                                  | Indonesië                    | 2013 2004 tot 2011 1995 tot 1997               | Operationeel                     | [ 306 ] [ 307 ] [ 308 ]         |
| Stress Express | Boomerang                                 | Fantawild Dreamland Xiamen                                                                | China                        | 2013                                           | Operationeel                     | [ 309 ]                         |
| Freedom Flyer | Suspended Family Coaster 395m             | Fun Spot America Orlando                                                                  | Verenigde Staten             | 2013                                           | Operationeel                     | [ 310 ]                         |
| Orkanen | Suspended Family Coaster 453m             | Fårup Sommerland                                                                          | Denemarken                   | 2013                                           | Operationeel                     | [ 311 ]                         |
| Boomerang Voorheen Flashback                                                                                                  | Boomerang                                 | Six Flags St. Louis Six Flags Over Texas                                                  | Verenigde Staten             | 2013 1989 tot 2012                             | Operationeel                     | [ 312 ] [ 313 ]                 |
| Quantum Leap | Giant Inverted Boomerang                  | Sochi Park Adventureland                                                                  | Rusland                      | 2014                                           | Operationeel                     | [ 314 ]                         |
| Family Coaster | Suspended Family Coaster 395m             | Children's Grand Park                                                                     | Zuid-Korea                   | 2014                                           | Operationeel                     | [ 315 ]                         |
| Flight of the Hippogriff | Junior Coaster 335m                       | Universal Studios Japan                                                                   | Japan                        | 2014                                           | Operationeel                     | [ 316 ]                         |
| Aérotrain Voorheen Montanha Russa                                                                                             | Junior Coaster Custom                     | Parc Saint Paul Funcenter                                                                 | Frankrijk                    | 2014 1997 tot 2013                             | Operationeel                     | [ 317 ] [ 318 ]                 |
| Seven Dwarfs Mine Train | Onbekend                                  | Magic Kingdom                                                                             | Verenigde Staten             | 2014                                           | Operationeel                     | [ 319 ]                         |
| Onbekend | Family Boomerang 185m                     | Amrapali FunLand                                                                          | India                        | 2014                                           | Operationeel                     | [ 320 ]                         |
| Onbekend | Suspended Looping Coaster 689m            | Al Zawra'a Dream Park                                                                     | Irak                         | 2015                                           | Operationeel                     | [ 321 ]                         |
| Onbekend Voorheen Boomerang                                                                                                   | Boomerang                                 | Family Fun Tivoli Karolinelund                                                            | Irak                         | 2015 1985 tot 2010                             | Operationeel                     | [ 322 ] [ 323 ]                 |
| Port of Sky Treasure Voorheen Iron Horse Voorheen Eagles Life in the Fast Lane                                                | Mine Train Custom                         | Sun World Danang Wonders Freestyle Music Park Hard Rock Park                              | Vietnam                      | 2015 2009 2008                                 | Operationeel                     | [ 324 ] [ 325 ]                 |
| Garuda Valley Voorheen Hang Ten Voorheen Shake, Rattle & Rollercoaster                                                        | Junior Coaster Custom                     | Sun World Danang Wonders Freestyle Music Park Hard Rock Park                              | Vietnam                      | 2015 2009 2008                                 | Operationeel                     | [ 326 ] [ 327 ]                 |
| Roller Coaster | Family Boomerang 185m                     | Vinpearl Land Phú Quốc                                                                    | Vietnam                      | 2015                                           | Operationeel                     | [ 328 ]                         |
| Kid's Roller Coaster | Junior Coaster 207m                       | Vinpearl Land Phú Quốc                                                                    | Vietnam                      | 2015                                           | Operationeel                     | [ 329 ]                         |
| CrazyCab Coaster Voorheen Roller Coaster                                                                                      | Junior Coaster 247m                       | Kid City Central Jakarta inside the Transmart Cempaka Putih Chariots Entertainment Centre | Indonesië                    | 2015 2001 tot 2009                             | Operationeel                     | [ 330 ] [ 331 ]                 |
| Diabolik Voorheen Two-Face: The Flip Side                                                                                     | Invertigo                                 | Movieland Park Six Flags America                                                          | Italië                       | 2015 1999 tot 2007                             | Operationeel                     | [ 332 ] [ 333 ]                 |
| Stress Express | Boomerang                                 | Oriental Heritage Wuhu                                                                    | China                        | 2015                                           | Operationeel                     | [ 334 ]                         |
| Stress Express | Boomerang                                 | Oriental Heritage Jinan                                                                   | China                        | 2015                                           | Operationeel                     | [ 335 ]                         |
| Galaxy Express | Suspended Family Coaster 453m             | Fantawild Dreamland Zhengzhou                                                             | China                        | 2015                                           | Operationeel                     | [ 336 ]                         |
| Boomerang Coaster Voorheen Boomerang                                                                                          | Boomerang                                 | Floraland Continent Park Qingdao International Beer City                                  | China                        | 2015 1998 tot 2010                             | Operationeel                     | [ 337 ] [ 338 ]                 |
| Energuś Roller Coaster | Junior Coaster 335m                       | Energylandia                                                                              | Polen                        | 2015                                           | Operationeel                     | [ 339 ]                         |
| Dragon Roller Coaster | Suspended Family Coaster 453m             | Energylandia                                                                              | Polen                        | 2015                                           | Operationeel                     | [ 340 ]                         |
| Roller Coaster Mayan | Suspended Looping Coaster 689m            | Energylandia                                                                              | Polen                        | 2015                                           | Operationeel                     | [ 341 ]                         |
| Tren Minero Voorheen Diamond Devil Run                                                                                        | Mine Train 785m                           | Fantasilandia Ratanga Junction                                                            | Chili                        | 2015 1998 tot 2014                             | Operationeel                     | [ 342 ] [ 343 ]                 |
| Onbekend | Junior Coaster Custom                     | Respublika                                                                                | Oekraïne                     | 2015                                           | Gesloten                         | [ 344 ]                         |
| Onbekend Black Hole Express Voorheen Horror Express Voorheen Scream Machine                                                   | MK-1200 Custom                            | Atlantis Land Kumdori Land                                                                | Indonesië                    | 2015 1993 tot 2012                             | In opslag                        | [ 345 ] [ 346 ]                 |
| Mine Adventure | Mine Train 785m                           | Vinpearl Land Nha Trang                                                                   | Vietnam                      | 2016                                           | Operationeel                     | [ 347 ]                         |
| Crazy Taxi Coaster Voorheen Kumdori Coaster                                                                                   | Junior Coaster 207m                       | Kid City South Jakarta Inside the Transmart Cilandak Kumdori Land                         | Indonesië                    | 2016 1993 tot 2012                             | Operationeel                     | [ 348 ] [ 349 ]                 |
| Crazy Cab Coaster Voorheen Coaster                                                                                            | Junior Coaster 207m                       | Trans Studio Mini Balikpapan Inside the Transmart Duan Village Balikpapan Wonderland      | Indonesië                    | 2016 1996 tot 2014                             | Operationeel                     | [ 350 ] [ 351 ]                 |
| Recoil Voorheen Thunderbolt                                                                                                   | Boomerang                                 | Wonderla Bangalore Aladdin's Kingdom                                                      | India                        | 2016 1994 tot 2009                             | Operationeel                     | [ 352 ] [ 353 ]                 |
| Recoil Voorheen Zoomerang Voorheen Demon Voorheen Titan                                                                       | Boomerang                                 | Wonderla Hyderabad Alabama Splash Adventure Wonderland Sydney World Expo Park             | India                        | 2016 2005 tot 2011 1992 tot 2004 1988          | Operationeel                     | [ 354 ] [ 355 ] [ 356 ] [ 357 ] |
| Stress Express | Boomerang                                 | Oriental Heritage Ningbo                                                                  | China                        | 2016                                           | Operationeel                     | [ 358 ]                         |
| Velociraptor | Family Boomerang Rebound                  | Paultons Park                                                                             | Verenigd Koninkrijk          | 2016                                           | Operationeel                     | [ 359 ]                         |
| Flight of the Pterosaur | Suspended Family Coaster 395m             | Paultons Park                                                                             | Verenigd Koninkrijk          | 2016                                           | Operationeel                     | [ 360 ]                         |
| Tron Lightcycle Power Run | Onbekend                                  | Shanghai Disneyland                                                                       | China                        | 2016                                           | Operationeel                     | [ 361 ]                         |
| Seven Dwarfs Mine Train | Onbekend                                  | Shanghai Disneyland                                                                       | China                        | 2016                                           | Operationeel                     | [ 362 ]                         |
| Formuła Voorheen Rollercoaster Formula 1                                                                                      | Space Warp 560m LSM                       | Energylandia                                                                              | Polen                        | 2016                                           | Operationeel                     | [ 363 ]                         |
| Raik | Family Boomerang Custom                   | Phantasialand                                                                             | Duitsland                    | 2016                                           | Operationeel                     | [ 364 ]                         |
| Stress Express | Boomerang                                 | Fantawild Dreamland Zhuzhou                                                               | China                        | 2016                                           | Operationeel                     | [ 365 ]                         |
| Roller Coaster | Suspended Family Coaster 395m             | Galaxy                                                                                    | Oekraïne                     | 2016                                           | Operationeel                     | [ 366 ]                         |
| Family Coaster | Family Boomerang 185m                     | Happy Valley Chongqing                                                                    | China                        | 2017                                           | Operationeel                     | [ 367 ]                         |
| Recoil Voorheen Colossus | Boomerang                                 | Wonderla Kochi Habtoorland                                                                | India                        | 2017 2004 tot 2011                             | Operationeel                     | [ 368 ] [ 369 ]                 |
| Mine Train Coaster | Junior Coaster 335m                       | Dragon Park Ha Long                                                                       | Vietnam                      | 2017                                           | Operationeel                     | [ 370 ]                         |
| Little Dragon's Flight | Suspended Family Coaster 395m             | Dragon Park Ha Long                                                                       | Vietnam                      | 2017                                           | Operationeel                     | [ 371 ]                         |
| Queen Cobra | Suspended Looping Coaster 689m            | Sun World Danang Wonders                                                                  | Vietnam                      | 2017                                           | Operationeel                     | [ 372 ]                         |
| Galaxy Express | Suspended Family Coaster 453m             | Oriental Heritage Xiamen                                                                  | China                        | 2017                                           | Operationeel                     | [ 373 ]                         |
| Boomerang | Family Boomerang Rebound                  | Energylandia                                                                              | Polen                        | 2017                                           | Operationeel                     | [ 374 ]                         |
| Fireball | Family Boomerang Rebound                  | Furuvik                                                                                   | Zweden                       | 2017                                           | Operationeel                     | [ 375 ]                         |
| Lech Coaster | Bermuda Blitz                             | Legendia                                                                                  | Polen                        | 2017                                           | Operationeel                     | [ 376 ]                         |
| London Loop | Family Boomerang Rebound                  | Global Village                                                                            | Verenigde Arabische Emiraten | 2017                                           | Operationeel                     | [ 377 ]                         |
| Crazy Cab Coaster | Junior Coaster 247m                       | Trans Studio Mini Mataram inside the Transmart Mataram Lombok                             | Indonesië                    | 2017                                           | Operationeel                     | [ 378 ]                         |
| Crazy Cab Coaster | Junior Coaster 247m                       | Trans Studio Mini Padang inside the Transmart Padang                                      | Indonesië                    | 2017                                           | Operationeel                     | [ 379 ]                         |
| Crazy Cab Coaster Voorheen Go Go Coaster                                                                                      | Junior Coaster 207m                       | Trans Studio Mini Tegal inside the Transmart Tegal Chiba Zoological Park                  | Indonesië                    | 2017 2000 tot 2014                             | Operationeel                     | [ 380 ] [ 381 ]                 |
| Crazy Cab Coaster | Junior Coaster 247m                       | Trans Studio Mini Bandung inside the Transmart Buah Batu Square                           | Indonesië                    | 2017                                           | Operationeel                     | [ 382 ]                         |
| Crazy Cab Coaster | Junior Coaster 247m                       | Trans Studio Mini Pekanbaru inside the Transmart Pekanbaru                                | Indonesië                    | 2017                                           | Operationeel                     | [ 383 ]                         |
| Crazy Cab Coaster | Junior Coaster 247m                       | Trans Studio Mini Surabaya inside the Transmart Rungkut                                   | Indonesië                    | 2017                                           | Operationeel                     | [ 384 ]                         |
| Crazy Cab Coaster | Junior Coaster 247m                       | Trans Studio Mini Sleman Regency inside the Transmart Maguwo                              | Indonesië                    | 2017                                           | Operationeel                     | [ 385 ]                         |
| Crazy Cab Coaster | Junior Coaster 247m                       | Trans Studio Mini Semarang inside the Transmart Srondol                                   | Indonesië                    | 2017                                           | Operationeel                     | [ 386 ]                         |
| Crazy Taxi Coaster | Junior Coaster 247m                       | Kid City Depok inside the Transmart Dewi Sartika Depok                                    | Indonesië                    | 2017                                           | Operationeel                     | [ 387 ]                         |
| Crazy Coaster | Junior Coaster 247m                       | Trans Studio Mini Manado inside the Transmart Grand Kawanua                               | Indonesië                    | 2017                                           | Operationeel                     | [ 388 ]                         |
| Crazy Cab Coaster | Junior Coaster 247m                       | Trans Studio Mini Palembang inside the Transmart Palembang City Center                    | Indonesië                    | 2017                                           | Operationeel                     | [ 389 ]                         |
| Crazy Taxi Coaster | Junior Coaster 247m                       | Trans Studio Mini Cirebon inside the Transmart Cirebon                                    | Indonesië                    | 2017                                           | Operationeel                     | [ 390 ]                         |
| Onbekend | Junior Coaster Unknown                    | Trans Studio Mini Kartosuro inside the Transmart Solo                                     | Indonesië                    | 2017                                           | Operationeel                     | [ 391 ]                         |
| Onbekend | Junior Coaster 247m                       | Trans Studio Mini Sidoarjo inside the Transmart Sidoarjo                                  | Indonesië                    | 2017                                           | Operationeel                     | [ 392 ]                         |
| Crazy Taxi Coaster | Junior Coaster 247m                       | Trans Studio Mini Bandar Lampung inside the Transmart Lampung                             | Indonesië                    | 2017                                           | Operationeel                     | [ 393 ]                         |
| Crazy Cab Coaster | Junior Coaster 247m                       | Kid City South Tangerang inside the Transmart Graha Raya Bintaro                          | Indonesië                    | 2017                                           | Operationeel                     | [ 394 ]                         |
| Stress Express | Boomerang                                 | Fantawild Asian Legend                                                                    | China                        | 2018                                           | Operationeel                     | [ 395 ]                         |
| Desert Twister | Suspended Family Coaster 453m             | Vinpearl Land Hoi An                                                                      | Vietnam                      | 2018                                           | Operationeel                     | [ 396 ]                         |
| Lost Valley | Mine Train 785m                           | Vinpearl Land Hoi An                                                                      | Vietnam                      | 2018                                           | Operationeel                     | [ 397 ]                         |
| Tweestryd | Family Boomerang Custom                   | Wildlands Adventure Zoo Emmen                                                             | Nederland                    | 2018                                           | Operationeel                     | [ 398 ]                         |
| Insomnio | Suspended Family Coaster 395m             | Kataplum                                                                                  | Mexico                       | 2018                                           | Operationeel                     | [ 399 ]                         |
| Crazy Cab Coaster | Junior Coaster 247m                       | Trans Studio Mini Kubu Raya inside the Transmart Pontianak                                | Indonesië                    | 2018                                           | Operationeel                     | [ 400 ]                         |
| Onbekend | Junior Coaster 247m                       | Trans Studio Mini Kupang inside the Transmart Kupang                                      | Indonesië                    | 2018                                           | Operationeel                     | [ 401 ]                         |
| Crazy Taxi Coaster | Junior Coaster 247m                       | Trans Studio Mini Bogor inside the Transmart Yasmin                                       | Indonesië                    | 2018                                           | Operationeel                     | [ 402 ]                         |
| Crazy Taxi Coaster | Junior Coaster 247m                       | Trans Studio Mini Banjarmasin inside the Transmart Duta Mall                              | Indonesië                    | 2018                                           | Operationeel                     | [ 403 ]                         |
| Dragonflier | Suspended Family Coaster 453m             | Dollywood                                                                                 | Verenigde Staten             | 2019                                           | Operationeel                     | [ 404 ]                         |
| Celestial Gauntlet | Hyper Space Warp                          | Oriental Heritage Changsha                                                                | China                        | 2019                                           | Operationeel                     | [ 405 ]                         |
| Big Top | Suspended Family Coaster 453m             | Oriental Heritage Changsha                                                                | China                        | 2019                                           | Operationeel                     | [ 406 ]                         |
| Flying Dragon | Hyper Space Warp                          | Oriental Legend Hebei                                                                     | China                        | 2019                                           | Operationeel                     | [ 407 ]                         |
| Onbekend | Junior Coaster 335m                       | Oriental Heritage Hubei                                                                   | China                        | 2019                                           | Operationeel                     | [ 408 ]                         |
| Stress Express | Boomerang                                 | Silk Road Dreamland                                                                       | China                        | 2019                                           | Operationeel                     | [ 409 ]                         |
| High Speed Round Trip | Family Boomerang Rebound                  | Bao Son Paradise Park                                                                     | Vietnam                      | 2019                                           | Operationeel                     | [ 410 ]                         |
| Crazy Taxi India | Junior Coaster 247m                       | Trans Studio Mini Jember inside the Transmart Jember                                      | Indonesië                    | 2019                                           | Operationeel                     | [ 411 ]                         |
| Crazy Taxi India | Junior Coaster 247m                       | Transmart Pangkalpinang inside the Transmart Pangkalpinang                                | Indonesië                    | 2019                                           | Operationeel                     | [ 412 ]                         |
| Crazy Taxi Coaster | Junior Coaster 247m                       | Trans Studio Mini Malang inside the Transmart Malang                                      | Indonesië                    | 2019                                           | Operationeel                     | [ 413 ]                         |
| Crazy Taxi | Junior Coaster 207m                       | Trans Studio Mini Bollywood inside the Transmart Pekalongan                               | Indonesië                    | 2019                                           | Operationeel                     | [ 414 ]                         |
| Onbekend | Junior Coaster 247m                       | Trans Studio Mini Tasikmalaya inside the Transmart Tasikmalaya                            | Indonesië                    | 2019                                           | Operationeel                     | [ 415 ]                         |
| Crazy Taxi Coaster | Junior Coaster 247m                       | Trans Studio Mini Jambi inside the Transmart Jambi                                        | Indonesië                    | 2019                                           | Operationeel                     | [ 416 ]                         |
| Boomerang Challenge Coaster Boomerang                                                                                         | Boomerang                                 | Trans Studio Bali Pleasure Island Family Theme Park                                       | Indonesië                    | 2019 1993 tot 2016                             | Operationeel                     | [ 417 ] [ 418 ]                 |
| Rugido del Jaguar Voorheen Voltron                                                                                            | Junior Coaster Custom                     | Xejuyup Planeta Primma                                                                    | Guatemala                    | 2019 2010 tot 2016                             | Operationeel                     | [ 419 ] [ 420 ]                 |
| Dark Coaster Voorheen Space Adventure                                                                                         | Junior Coaster Custom                     | Atlantis Land Kumdori Land                                                                | Indonesië                    | 2019 1993 tot 2012                             | Operationeel                     | [ 421 ] [ 422 ]                 |
| Frida | Junior Coaster 247m                       | Energylandia                                                                              | Polen                        | 2019                                           | Operationeel                     | [ 423 ]                         |
| F.L.Y. | Flying Launched Coaster                   | Phantasialand                                                                             | Duitsland                    | 2020                                           | Operationeel                     | [ 424 ]                         |
| Flying Over Gou Xiong Ling | Junior Coaster 335m                       | Oriental Heritage Sichuan                                                                 | China                        | 2020                                           | Operationeel                     | [ 425 ]                         |
| Saven | Family Boomerang Custom                   | Fårup Sommerland                                                                          | Denemarken                   | 2020                                           | Operationeel                     | [ 426 ]                         |
| Volldampf | Family Boomerang                          | Erlebnispark Tripsdrill                                                                   | Duitsland                    | 2020                                           | Operationeel                     | [ 427 ]                         |
| Hals-über-Kopf | Suspended Thrill Coaster                  | Erlebnispark Tripsdrill                                                                   | Duitsland                    | 2020                                           | Operationeel                     | [ 428 ]                         |
| Suspended Family Coaster | Suspended Family Coaster 453m             | Happy Valley Nanjing                                                                      | China                        | 2020                                           | Operationeel                     | [ 429 ]                         |
| FamilyBoomerang RollerCoaster                                                                                                 | Suspended Family Coaster 453m             | Happy Valley Nanjing                                                                      | China                        | 2020                                           | Operationeel                     | [ 430 ]                         |
| Wrath of Zeus | Firestorm                                 | VinWonders Phú Quốc                                                                       | Vietnam                      | 2020                                           | Operationeel                     | [ 431 ]                         |
| Eagle Warrior | Suspended Family Coaster 453m             | VinWonders Phú Quốc                                                                       | Vietnam                      | 2020                                           | Operationeel                     | [ 432 ]                         |
| Abyssus | Shockwave 1320m                           | Energylandia                                                                              | Polen                        | 2021                                           | Operationeel                     | [ 433 ]                         |
| Boomerang Hyper Coaster Voorheen Boomerang                                                                                    | Boomerang                                 | Trans Studio Cibubur Knott's Berry Farm                                                   | Indonesië                    | 2021 1990 tot 2017                             | Operationeel                     | [ 434 ] [ 435 ]                 |
| Phoenix | Suspended Family Coaster 375m             | Deno's Wonder Wheel Amusement Park                                                        | Verenigde Staten             | 2021                                           | Operationeel                     | [ 436 ]                         |
| Silver Mountain Voorheen Bushwhacker                                                                                          | Junior Coaster 335m                       | La Mer de sable Ratanga Junction                                                          | Frankrijk                    | 2021 1998 tot 2018                             | Operationeel                     | [ 437 ] [ 438 ]                 |
| Wandering Oaken’s Sliding Sleighs                                                                                             | Junior Coaster Custom                     | Hong Kong Disneyland                                                                      | Hong Kong                    | 2023                                           | Operationeel                     | [ 439 ]                         |
| Yan Coaster / Յան Քոսթեր | Junior Coaster 247m                       | Yerevan Park                                                                              | Armenië                      | 2021                                           | Operationeel                     | [ 440 ]                         |
| Onbekend | Junior Coaster 335m                       | Oriental Heritage Anyang                                                                  | China                        | 2021                                           | In aanbouw                       | [ 441 ]                         |
| Stag's Gauntlet / 勇闯鹿族 | Hyper Space Warp                          | Oriental Heritage Taiyuan                                                                 | China                        | 2021                                           | Operationeel                     | [ 442 ]                         |
| Pine Tree Rocket / 飞跃狗熊岭                                                                                                 | Family Boomerang 208m                     | Oriental Heritage Taiyuan                                                                 | China                        | 2021                                           | Operationeel                     | [ 443 ]                         |
| Onbekend | Firestorm                                 | World Fairytale Land                                                                      | China                        | 2023                                           | Operationeel                     | [ 444 ]                         |
| Fighter Jet / 鹰击长空 | Top Gun Launch Coaster                    | Fanta Park Glorious Orient Ningbo                                                         | China                        | 2021                                           | Operationeel                     | [ 445 ]                         |
| Frontline Charge / 火线 追击                                                                                                  | Family Boomerang Rebound                  | Fanta Park Glorious Orient Ningbo                                                         | China                        | 2021                                           | Operationeel                     | [ 446 ]                         |
| Fighter Jet / 鹰击长空 | Top Gun Launch Coaster                    | Fanta Park Glorious Orient Ganzhou                                                        | China                        | 2021                                           | Operationeel                     | [ 447 ]                         |
| Frontline Charge / 火线 追击                                                                                                  | Family Boomerang Rebound                  | Fanta Park Glorious Orient Ganzhou                                                        | China                        | 2021                                           | Operationeel                     | [ 448 ]                         |
| Dragon in the Jungle / 密林游龙                                                                                               | Shockwave 1095m                           | Dragon Valley Theme Park                                                                  | China                        | 2021                                           | Operationeel                     | [ 449 ]                         |
| Fire Mountain / 穿越火山 | Suspended Family Coaster 453m             | Zigong Fantawild Dinosaur Kingdom                                                         | China                        | 2022                                           | Operationeel                     | [ 450 ]                         |
| Turbo Dino / 角龙战车 | Family Boomerang Rebound                  | Zigong Fantawild Dinosaur Kingdom                                                         | China                        | 2022                                           | Operationeel                     | [ 451 ]                         |
| Orochi | Suspended Family Coaster 453m             | Parc du Bocasse                                                                           | Frankrijk                    | 2021                                           | Operationeel                     | [ 452 ]                         |
| Onbekend | Junior Coaster 247m                       | Respublika                                                                                | Oekraïne                     | 2021                                           | In aanbouw                       | [ 453 ]                         |
| Onbekend Voorheen Sky Mountain Voorheen Déjà Vu                                                                               | Giant Inverted Boomerang                  | Mirabilandia Six Flags Over Georgia                                                       | Brazilië                     | 2023 2009 tot 2017 2001 tot 2007               | Operationeel                     | [ 454 ] [ 455 ] [ 456 ]         |
| Tron Lightcycle Power Run | Family Coaster TRON                       | Magic Kingdom                                                                             | Verenigde Staten             | 2023                                           | Operationeel                     | [ 457 ]                         |
| Guardians of the Galaxy: Cosmic Rewind                                                                                        | Family Coaster Custrom                    | Epcot                                                                                     | Verenigde Staten             | 2022                                           | Operationeel                     | [ 458 ]                         |
| Nopuko Air Coaster Voorheen Cobra                                                                                             | Suspended Looping Coaster 765m            | Lost Island Theme Park Ratanga Junction                                                   | Verenigde Staten             | 2022 1998 tot 2018                             | Operationeel                     | [ 459 ] [ 460 ]                 |
| Choco Chip Creek | Mine Train Custom                         | Energylandia                                                                              | Polen                        | 2024                                           | In aanbouw                       | [ 461 ]                         |
| Onbekend | Top Gun Launch Coaster                    | Fantawild Yunnan                                                                          | China                        | 2024                                           | In aanbouw                       | [ 462 ]                         |
| Onbekend | Family Boomerang Rebound                  | Fantawild Yunnan                                                                          | China                        | 2024                                           | In aanbouw                       | [ 463 ]                         |
| Bulderbaan | Family Coaster                            | Bommelwereld                                                                              | Nederland                    | 2025                                           | In aanbouw                       | [ 464 ]                         |
| Invincible Warriors / 勇甲天下                                                                                                | Renegade                                  | Fanta Animation Park                                                                      | China                        | 2022                                           | Operationeel                     | [ 465 ]                         |
| Pine Tree Rocket / 飞越狗熊岭                                                                                                 | Family Boomerang Rebound                  | Fanta Animation Park                                                                      | China                        | 2022                                           | Operationeel                     | [ 466 ]                         |
| Onbekend | Space Warp 560m LSM                       | Oriental Heritage Zhengzhou                                                               | China                        | 2024                                           | In aanbouw                       | [ 467 ]                         |
| Onbekend | Family Boomerang Rebound                  | Oriental Heritage Zhengzhou                                                               | China                        | 2024                                           | In aanbouw                       | [ 468 ]                         |
| Onbekend | Family Boomerang Rebound                  | Fantawild Mudan                                                                           | China                        | 2023                                           | In aanbouw                       | [ 469 ]                         |
| Onbekend | Top Gun Launch Coaster                    | Fantawild Rencheng                                                                        | China                        | 2023                                           | In aanbouw                       | [ 470 ]                         |
| Onbekend | Firestorm                                 | Ocean Flower Island Fairyland                                                             | China                        | 2023                                           | In aanbouw                       | [ 471 ]                         |